# Banjar Irigasi
Banjar Irigasi is een bestuurslaag in het regentschap Lebak van de provincie Banten, Indonesië. Banjar Irigasi telt 7327 inwoners (volkstelling 2010).